# Huerta Real

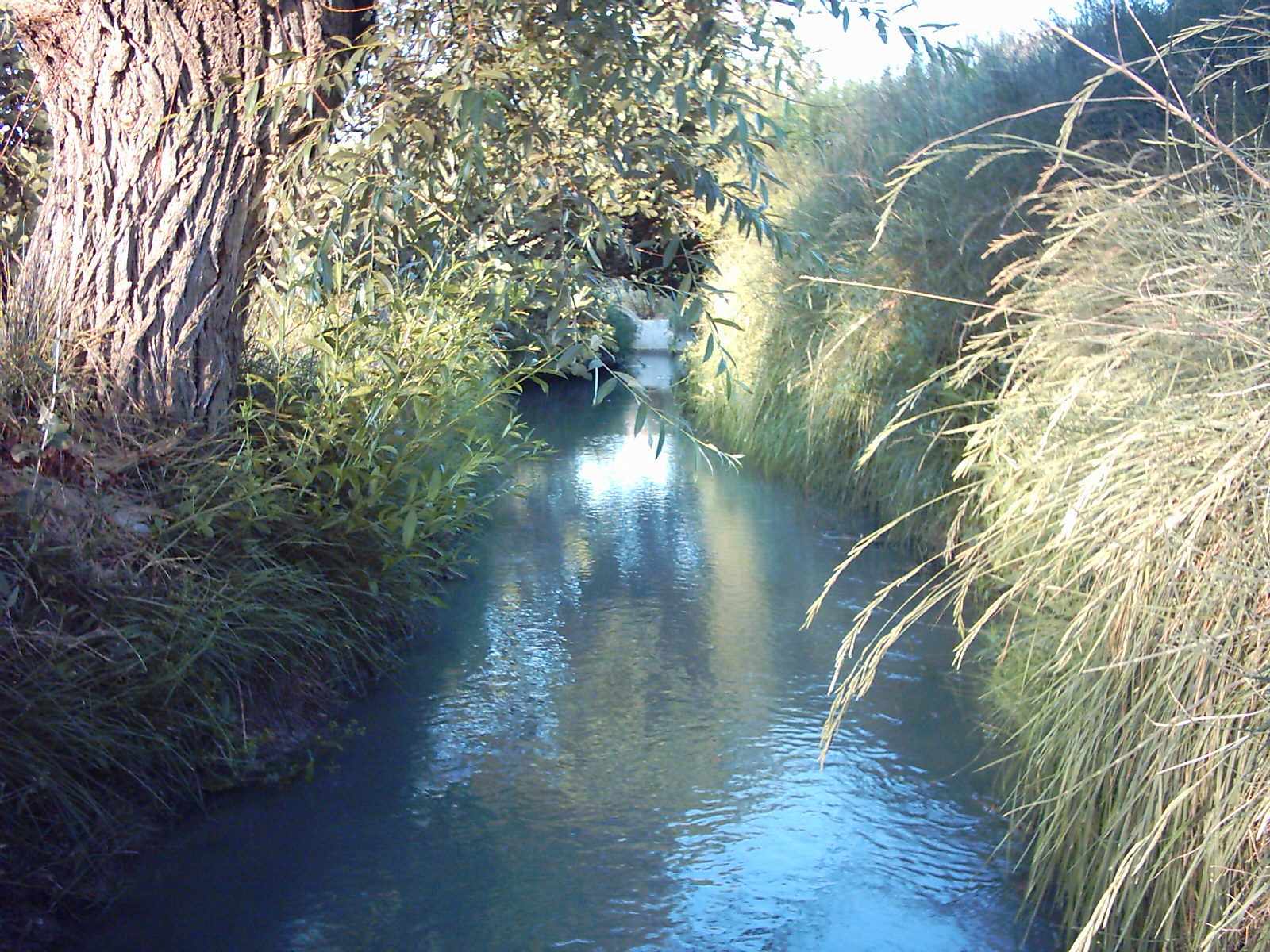
Acequia del Nogueral a su paso por Huerta Real

Huerta Real es una localidad y pedanía española perteneciente al municipio de Benamaurel, en la provincia de Granada, comunidad autónoma de Andalucía. Está situada en la parte septentrional de la comarca de Baza. Cerca de esta localidad se encuentran los núcleos de Puente Arriba, Cuevas de la Blanca, Cuevas del Negro, Cuevas de Luna, Benamaurel capital y San Marcos.
La pedanía se sitúa en la vega del río Guardal, entre las confluencias de éste con los ríos Cúllar y Baza, y próxima al embalse del Negratín. La población habita en su práctica totalidad en casas-cueva.

## Historia
Hay signos de la presencia humana en este lugar ya en la Edad del Bronce (2000 a. C.), con restos de la cultura de El Argar. En 2010 se descubrieron cerca del paraje conocido como La Marchita tres sepulturas, incluyendo un puñal de bronce y restos de una copa argárica.
Según el Diccionario geográfico de España de 1961, por aquel entonces contaba la localidad con 853 habitantes, aunque se refería a Cuevas de Puente Abajo, denominación bajo la que se incluía también a los núcleos de Cuevas del Negro y Cuevas de la Blanca, pertenecientes igualmente al municipio de Benamaurel.

## Demografía
Según el Instituto Nacional de Estadística de España, en el año 2020 Huerta Real contaba con 104 habitantes censados, lo que representa el 4,6% de la población total del municipio.

### Evolución de la población
| Gráfica de evolución demográfica de Huerta Real entre 2010 y 2020 |
|                                                                   |
| Datos según el nomenclátor publicado por el INE.                  |

## Economía

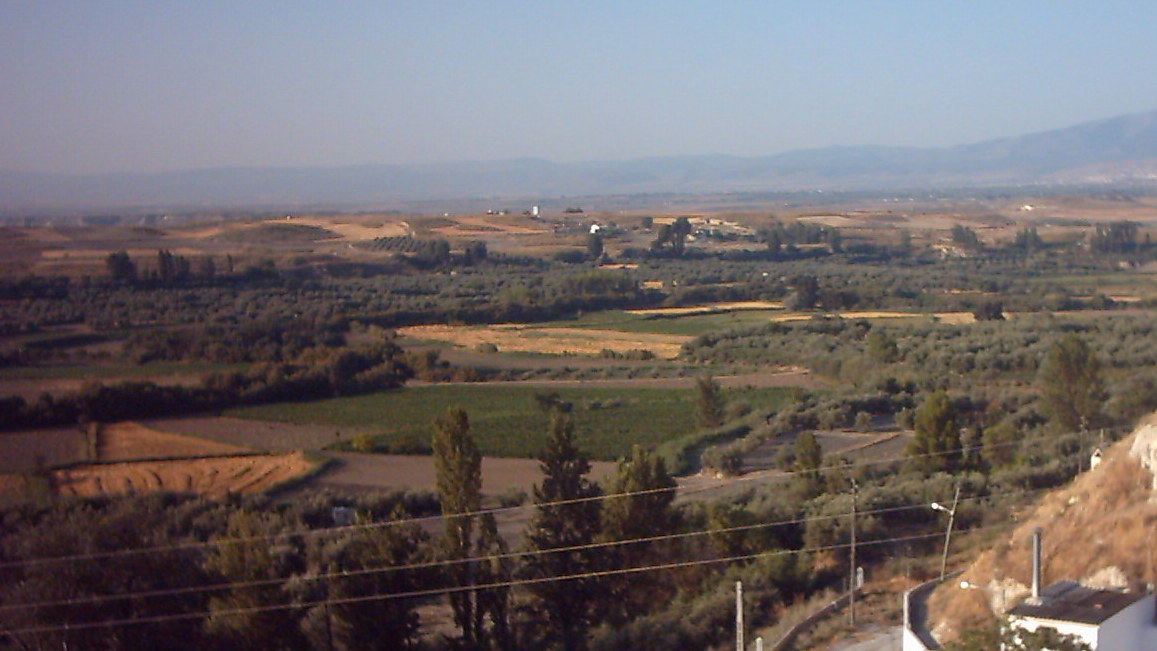
La vega del río Guardal vista desde Huerta Real

La agricultura es la actividad que centra la economía. Se trata por lo general de explotaciones particulares a pequeña escala en bancales. Cabe destacar el auge desde los años 2000 del turismo rural, ofreciéndose alojamiento en casas-cueva y mejoras en la señalización de vías rurales para actividades como el senderismo y las rutas en bicicleta.

## Comunicaciones
Algunas distancias entre Huerta Real y otras ciudades:
| Ciudades   | Distancia (km) |
| ---------- | -------------- |
| Benamaurel | 4              |
| Baza       | 19             |
| Granada    | 114            |
| Almería    | 166            |
| Jaén       | 170            |
| Murcia     | 176            |

## Cultura

### Fiestas
Sus fiestas patronales se celebran en honor a San Agustín el último fin de semana de agosto, junto con la pedanía de Cuevas de la Blanca. En ellas se realiza una procesión que, alternando cada año, recorre una u otra localidad.

### Gastronomía
Entre la gastronomía huertarrealeña destacan platos tradicionales como las migas, las gachas, la gurupina y la olla, además de los productos derivados de la matanza del cerdo —que en algunos hogares se sigue celebrando— como el salchichón, el chorizo, la morcilla o la butifarra.